# تاران نوآه اسمیت
تاران نوآه اسمیت (انگلیسی: Taran Noah Smith؛ زادهٔ ۸ آوریل ۱۹۸۴) یک هنرپیشه اهل ایالات متحده آمریکا است. وی بین سال‌های ۱۹۹۱ تا ۲۰۰۲ میلادی فعالیت می‌کرد.
وی همچنین برنده جوایزی همچون جایزه هنرمند جوان شده است.